# مونت ورنن (تگزاس)
مونت ورنن، تگزاس (به انگلیسی: Mount Vernon, Texas) یک شهرک در ایالات متحده آمریکا است که در شهرستان فرانکلین، تگزاس واقع شده‌است.

## خصوصیات
مونت ورنن ۹٫۶ کیلومترمربع مساحت و ۲٬۲۸۶ نفر جمعیت دارد و ۱۵۰ متر بالاتر از سطح دریا واقع شده‌است.